# Starostwo Powiatowe w Grodzisku Wielkopolskim
Starostwo Powiatowe w Grodzisku Wielkopolskim – eklektyczny budynek starostwa zlokalizowany jest przy ul. Żwirki i Wigury 1 (do roku 1932 ul. Rządowa).
Budynek wzniesiono w 1905 roku, w modnym wówczas stylu neogotyckim, na gruntach poklasztornych, za sumę 113 000 marek. Pierwotnie skierowany frontem ku wschodowi w kierunku ówczesnego pl. Dąbrowskiego (dziś część ul. 3 Maja i Żwirki i Wigury). Przed wejściem głównym urządzono skwer i wzniesiono okazały pomnik cesarza Fryderyka III (rozebrany po powstaniu wielkopolskim). Funkcje administracyjne pełniono w budynku starostwa do 1932 r., kiedy to zlikwidowano powiat grodziski. Administracja wróciła tu w latach 1940-1945, kiedy budynek stał się siedzibą landrata niemieckiego.
Po wojnie budynek przeznaczono na mieszkania komunalne, dokonując licznych przeróbek zewnętrznych, jak i wewnętrznych. Zamurowano główne wejście od wschodu, a skwer (park) przed budynkiem włączono do terenu Liceum Ogólnokształcącego.
Dziś wejście do budynku jest od ul. Żwirki i Wigury.
W 1990 r., do budynku powróciła administracja państwowa, kiedy to utworzono Rejonowy Urząd Administracji Państwowej, a w 1999 starostwo powiatowe.